# قادر عرفان
قادر عرفان هو لاعب كرة سلة عراقي سابق. شارك في بطولة الرجال في دورة الألعاب الأولمبية الصيفية عام 1948.

## روابط خارجية
- قادر عرفان على موقع سبورتس رفرنس (الإنجليزية)
- قادر عرفان على موقع أوليمبيديا (الإنجليزية)